# Karnátaka
Karnátaka (kannada nyelven ಕರ್ನಾಟಕ) a négy déli indiai állam egyike. 1973 előtt az államot Maiszúr Államnak nevezték, mert a maiszúri király alapította 1950-ben, és 1956-ban kibővítette a környező államok kannada nyelvű területeivel.
Karnátaka hivatalos nyelve a kannada nyelv. Egyike a 10 államnak, amelyek lakossága meghaladja az 50 millió főt (2001).

## Városok
Karnátaka fővárosa, Bengaluru az egyetlen város az államban, amelynek lakossága meghaladja az 1 millió főt. Más nagyobb városok: Maiszúr, Mangalor, Hubli-Dharvad és Belgaum.
| Rangsor                                     | Város                           | Népesség  | Rangsor | Város                  | Népesség |
| ------------------------------------------- | ------------------------------- | --------- | ------- | ---------------------- | -------- |
| 1                                           | Bengaluru (Bangalore)           | 8 425 970 | 8       | Bellary (Ballari)      | 409 644  |
| 2                                           | Hubli-Dharwad (Hubbali-Dharwad) | 943 857   | 9       | Bídzsápur (Vijayapura) | 326 360  |
| 3                                           | Maiszúr (Mysuru)                | 887 446   | 10      | Shimoga (Shivamogga)   | 322 428  |
| 4                                           | Gulbarga (Kalburgi)             | 532 031   | 11      | Tumkur (Tumakuru)      | 305 821  |
| 5                                           | Belgaum (Belagavi)              | 488 292   | 12      | Raichur                | 232 456  |
| 6                                           | Mangalor (Mangaluru)            | 484 785   | 13      | Bidar                  | 211 944  |
| 7                                           | Davanagere                      | 435 128   | 14      | Hoszpet                | 206 159  |
| Forrás: Census of India 2011. (PDF; 154 kB) |                                 |           |         |                        |          |

## Közigazgatás

Karnátaka körzetei (nem azonos a táblázatban levő számokkal)

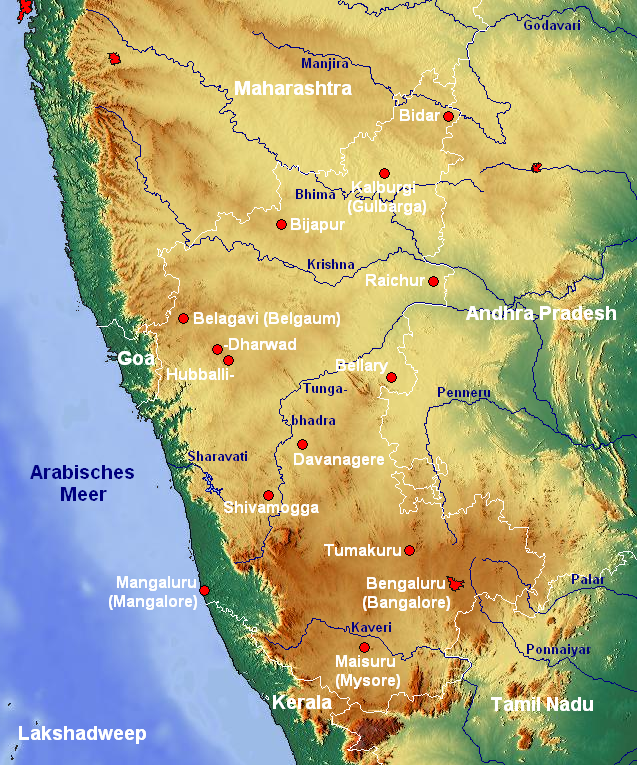
Domborzati térkép

Karnátaka állam 30 körzetre oszlik.
|    | Körzet           | Székhely       | Terület    | Népesség (2011-ben) | Népsűrűség   |
| -- | ---------------- | -------------- | ---------- | ------------------- | ------------ |
| 1  | Bagalkot         | Bagalkot       | 6 565 km²  | 1 890 826           | 288 fő/km²   |
| 2  | Bengaluru Rural  | Bengaluru      | 2 239 km²  | 987 257             | 441 fő/km²   |
| 3  | Bengaluru Urban  | Bengaluru      | 2 190 km²  | 9 588 910           | 4 378 fő/km² |
| 4  | Belgaum körzet   | Belgaum        | 13 423 km² | 4 778 439           | 356 fő/km²   |
| 5  | Bellary          | Bellary        | 8 441 km²  | 2 532 383           | 300 fő/km²   |
| 6  | Bidar            | Bidar          | 5 449 km²  | 1 700 018           | 312 fő/km²   |
| 7  | Bídzsápur körzet | Bídzsápur      | 10 508 km² | 2 175 102           | 207 fő/km²   |
| 8  | Chamarajanagar   | Chamarajanagar | 5 105 km²  | 1 020 962           | 200 fő/km²   |
| 9  | Chikballapur     | Chikballapur   | 4 209 km²  | 1 254 377           | 298 fő/km²   |
| 10 | Chikmagalur      | Chikmagalur    | 7 201 km²  | 1 137 753           | 158 fő/km²   |
| 11 | Chitradurga      | Chitradurga    | 8 428 km²  | 1 660 378           | 197 fő/km²   |
| 12 | Dakshina Kannada | Mangalor       | 4 559 km²  | 2 083 625           | 457 fő/km²   |
| 13 | Davanagere       | Davanagere     | 5 918 km²  | 1 946 905           | 329 fő/km²   |
| 14 | Dharwad          | Dharwad        | 4 256 km²  | 1 846 993           | 434 fő/km²   |
| 15 | Gadag            | Gadag          | 4 652 km²  | 1 065 235           | 229 fő/km²   |
| 16 | Gulbarga         | Gulbarga       | 11 008 km² | 2 564 892           | 233 fő/km²   |
| 17 | Hasszan körzet   | Hasszan        | 6 805 km²  | 1 776 221           | 261 fő/km²   |
| 18 | Haveri           | Haveri         | 4 829 km²  | 1 598 506           | 331 fő/km²   |
| 19 | Kodagu           | Madikeri       | 4 109 km²  | 554 762             | 135 fő/km²   |
| 20 | Kolar            | Kolar          | 4 011 km²  | 1 540 231           | 384 fő/km²   |
| 21 | Koppal           | Koppal         | 5 565 km²  | 1 391 292           | 250 fő/km²   |
| 22 | Mandya           | Mandya         | 4 955 km²  | 1 808 680           | 365 fő/km²   |
| 23 | Maiszúr körzet   | Maiszúr        | 6 853 km²  | 2 994 744           | 437 fő/km²   |
| 24 | Raichur          | Raichur        | 8 442 km²  | 1 924 773           | 228 fő/km²   |
| 25 | Ramanagara       | Ramanagara     | 3 573 km²  | 1 082 739           | 303 fő/km²   |
| 26 | Shimoga          | Shimoga        | 8 481 km²  | 1 755 512           | 207 fő/km²   |
| 27 | Tumkur           | Tumkur         | 10 599 km² | 2 681 449           | 253 fő/km²   |
| 28 | Udupi körzet     | Udupi          | 3 875 km²  | 1 177 908           | 304 fő/km²   |
| 29 | Uttara Kannada   | Kárvár         | 10 263 km² | 1 436 847           | 140 fő/km²   |
| 30 | Yadgir           | Yadgir         | 5 237 km²  | 1 172 985           | 224 fő/km²   |

## Demográfia

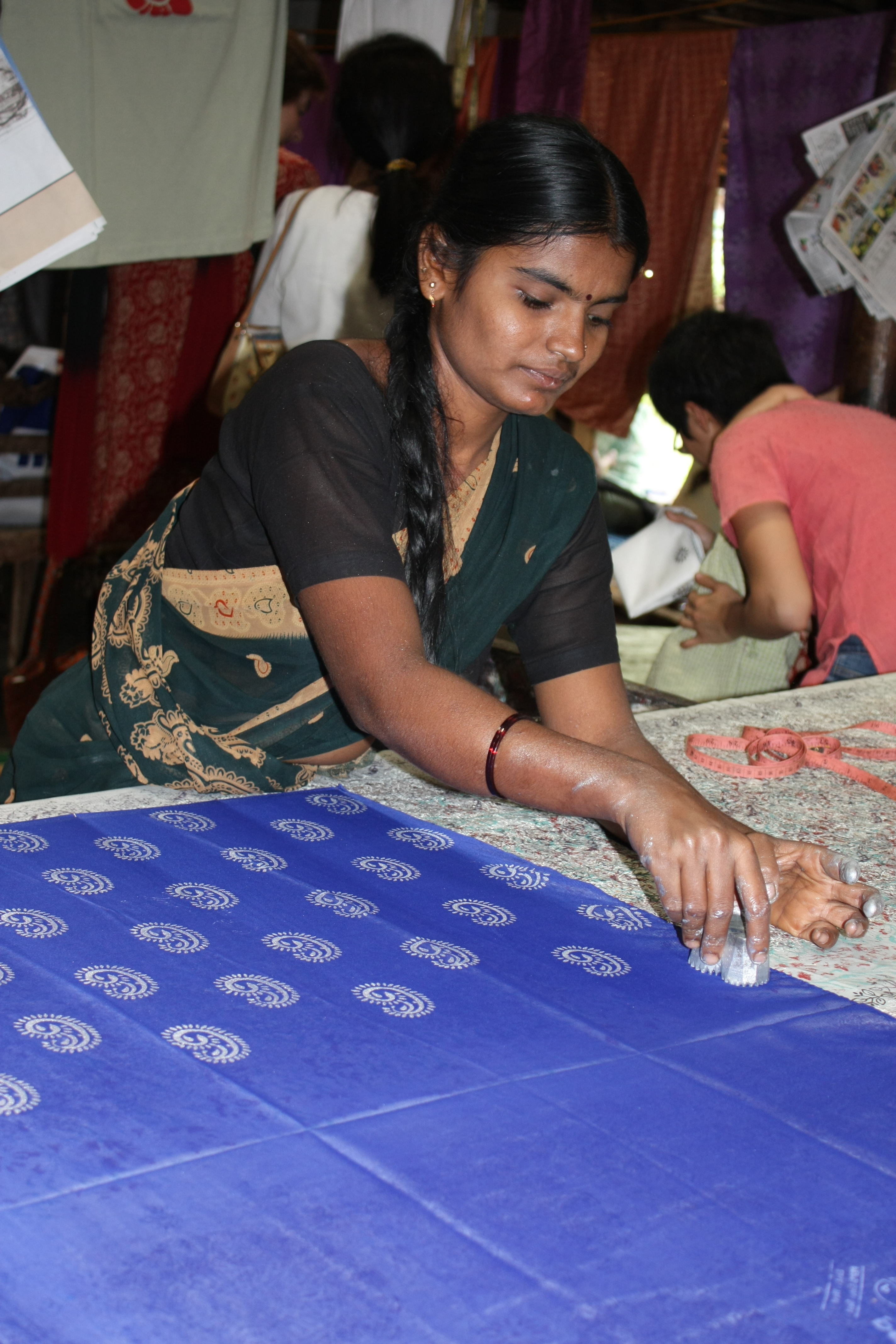
Egy fiatal asszony szövetet készít egy karnátakai faluban

### Nyelvi megoszlás
Kannada = 80%, urdu = 8%, telugu = 3%, tamil = 1,5%, tulu = 2,4%, konkani=1,4%, marathi = 2,4%, más=1,2%.

### Vallási megoszlás
Vallási megoszlás 2011-ben: hindu 84%, muszlim 13%, keresztény közel 2%.
Kerala vallási megoszlása (2011)

## Turizmus
- Maiszúr

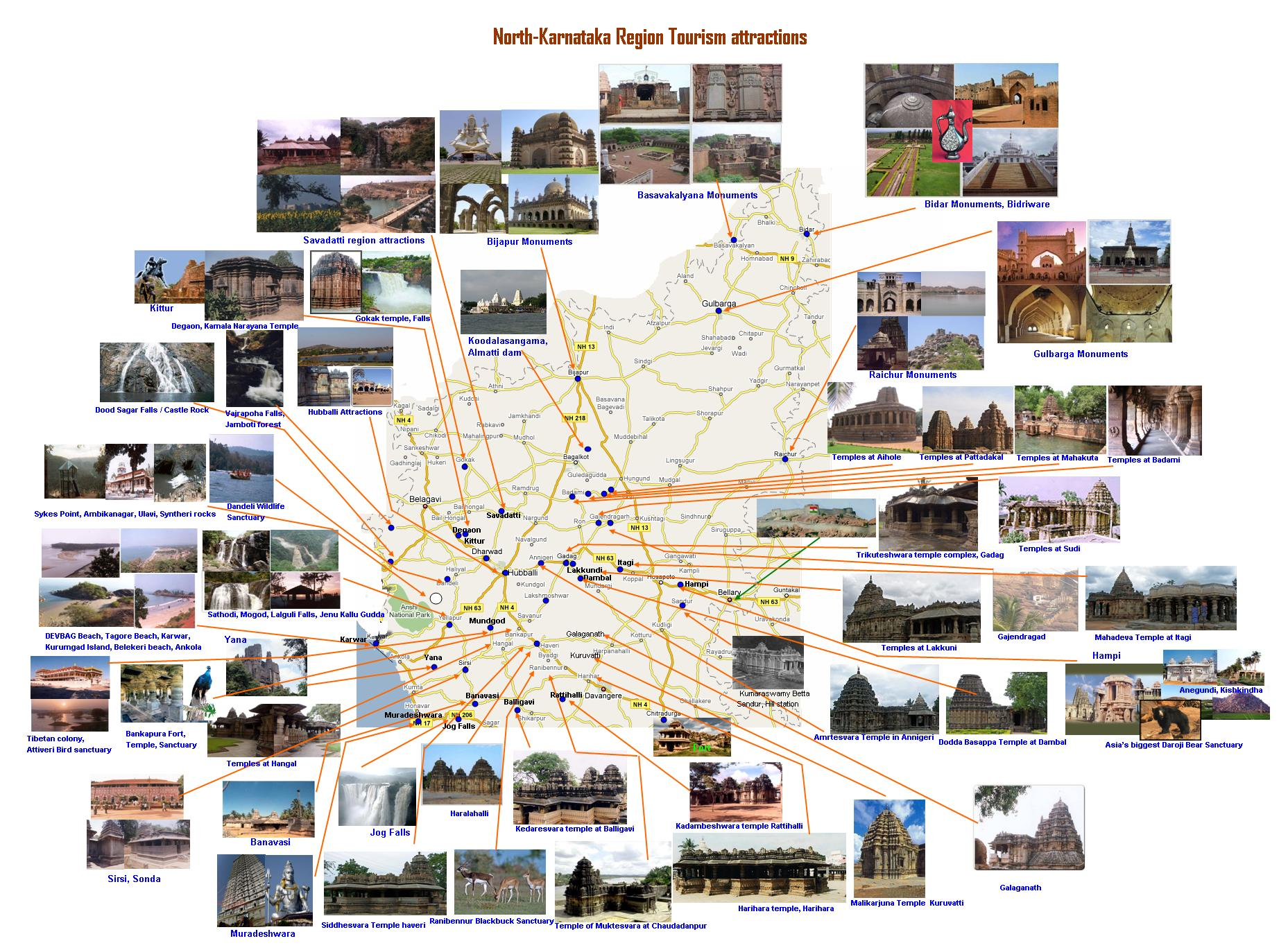
Észak-Karnátaka turistatérképe

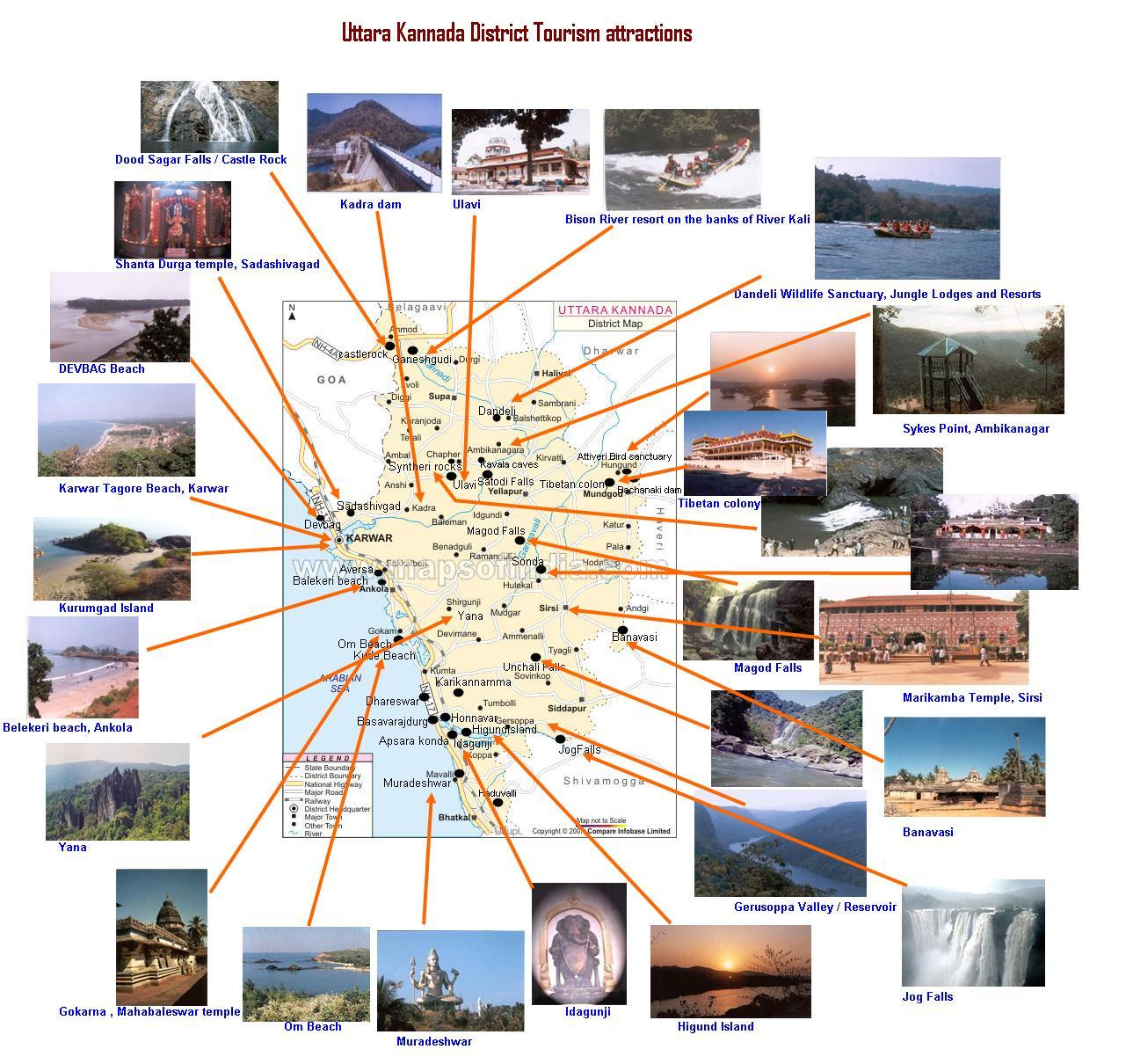
Uttara Kannada körzet (tengerpart) turistatérképe

  - a maharadzsa palotája, Namdroling Nyingmapa kolostor, Sri Chamundeshwari templom, hegyi vasút a városból
- Hampi
- Bádámi
- Belur
- Halebid
- Szomnáthpur
- Pattadakal
- Bengaluru
  - ISKCON templom, Lalbagh Botanikus Kert, Art of Living International Center stb.
- Mangalor
  - Mandzsunátha-templom, Kudroli Gokarnath templom
- Bídzsápur
  - Ibrahim Rauza, Gol Gumbaz, Dzsama Maszdzsid
- Nemzeti parkok
- Ranganathittu madármenedék
- A tengerpart
- Dzsog-vízesés

## Galéria

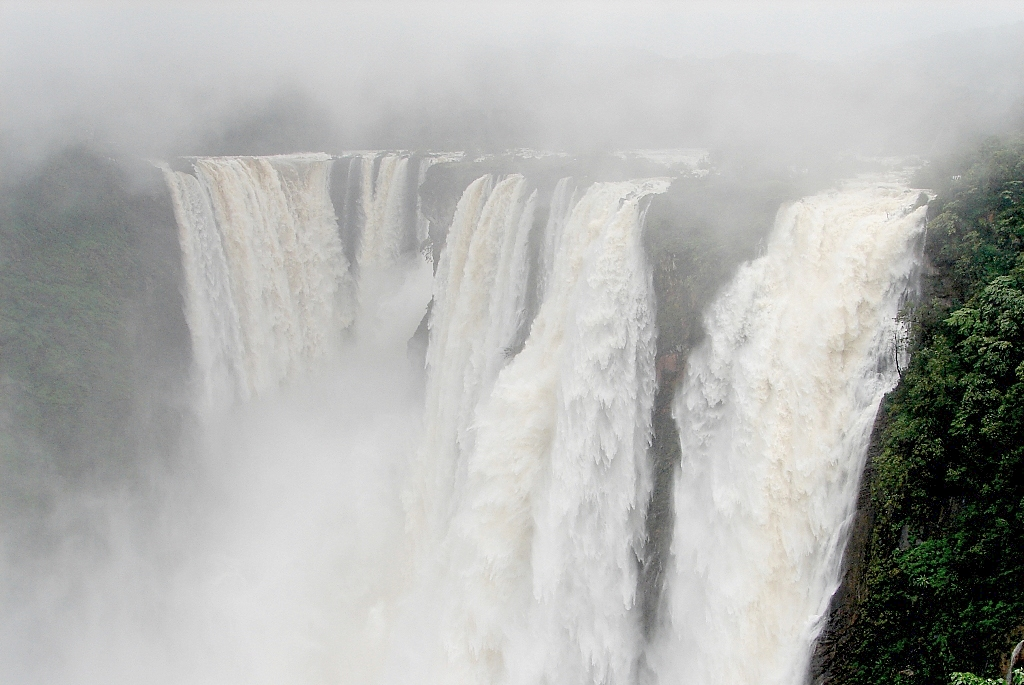
Dzsog-vízesés az esős évszakban
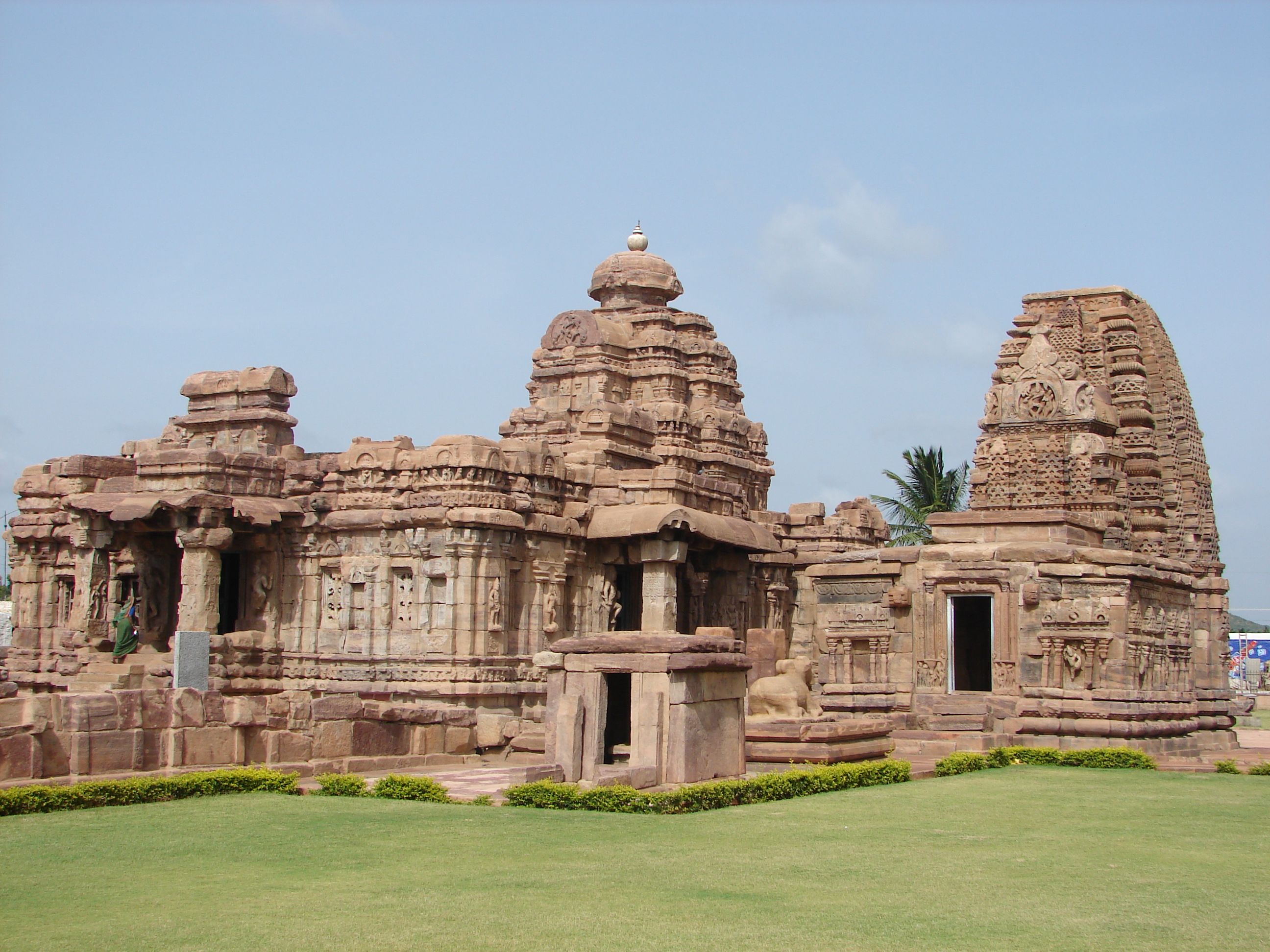
Pattadakal
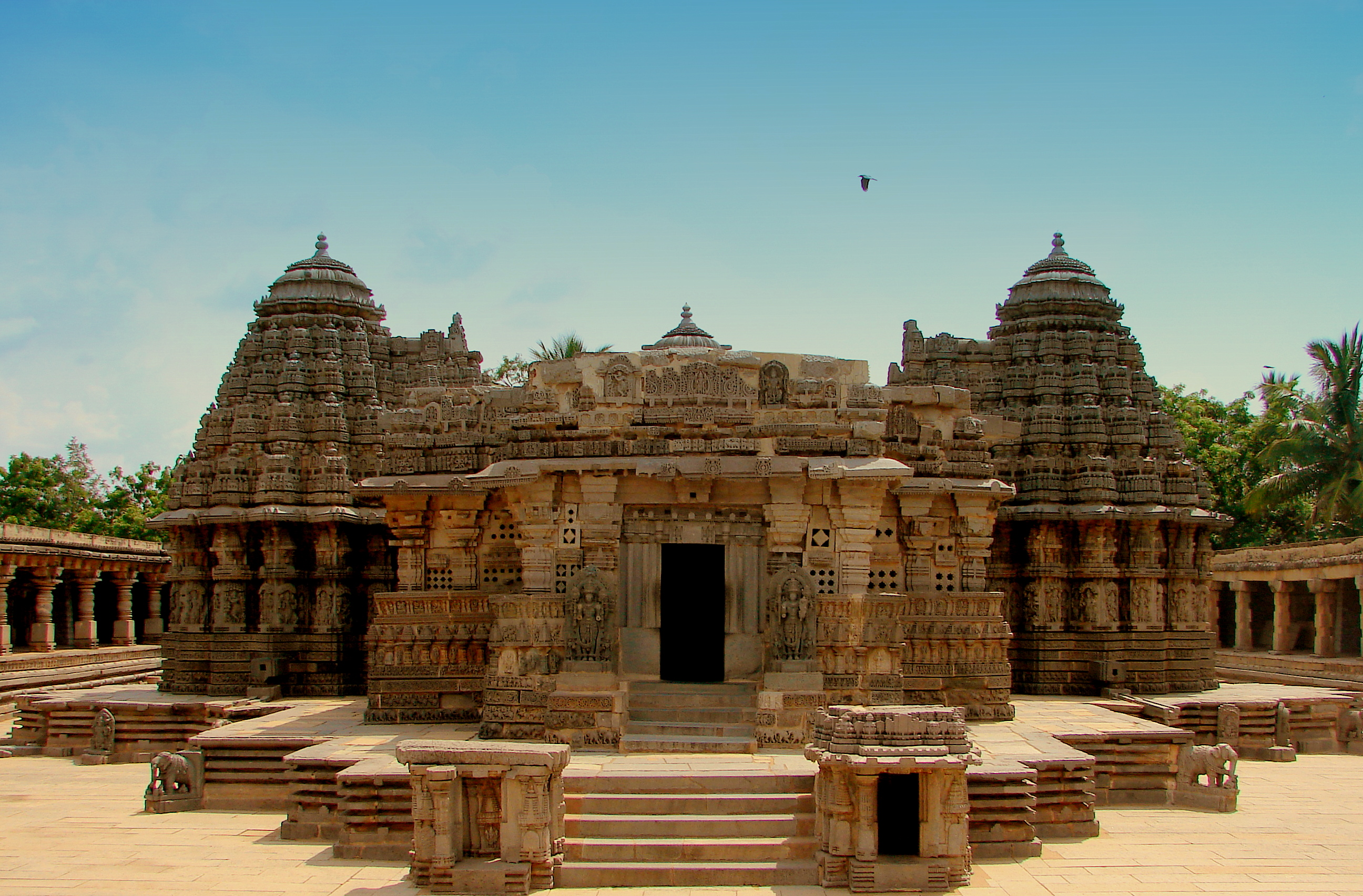
Somanathapura
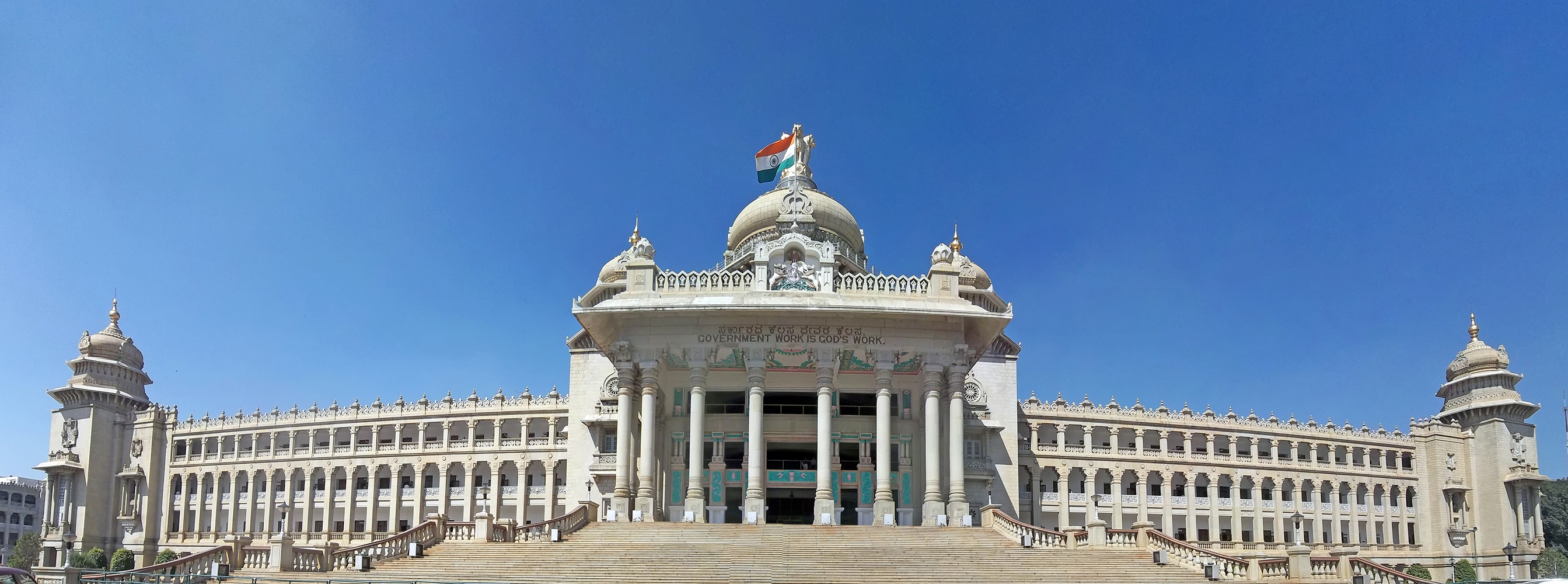
Vidhana Soudha, Bangalore
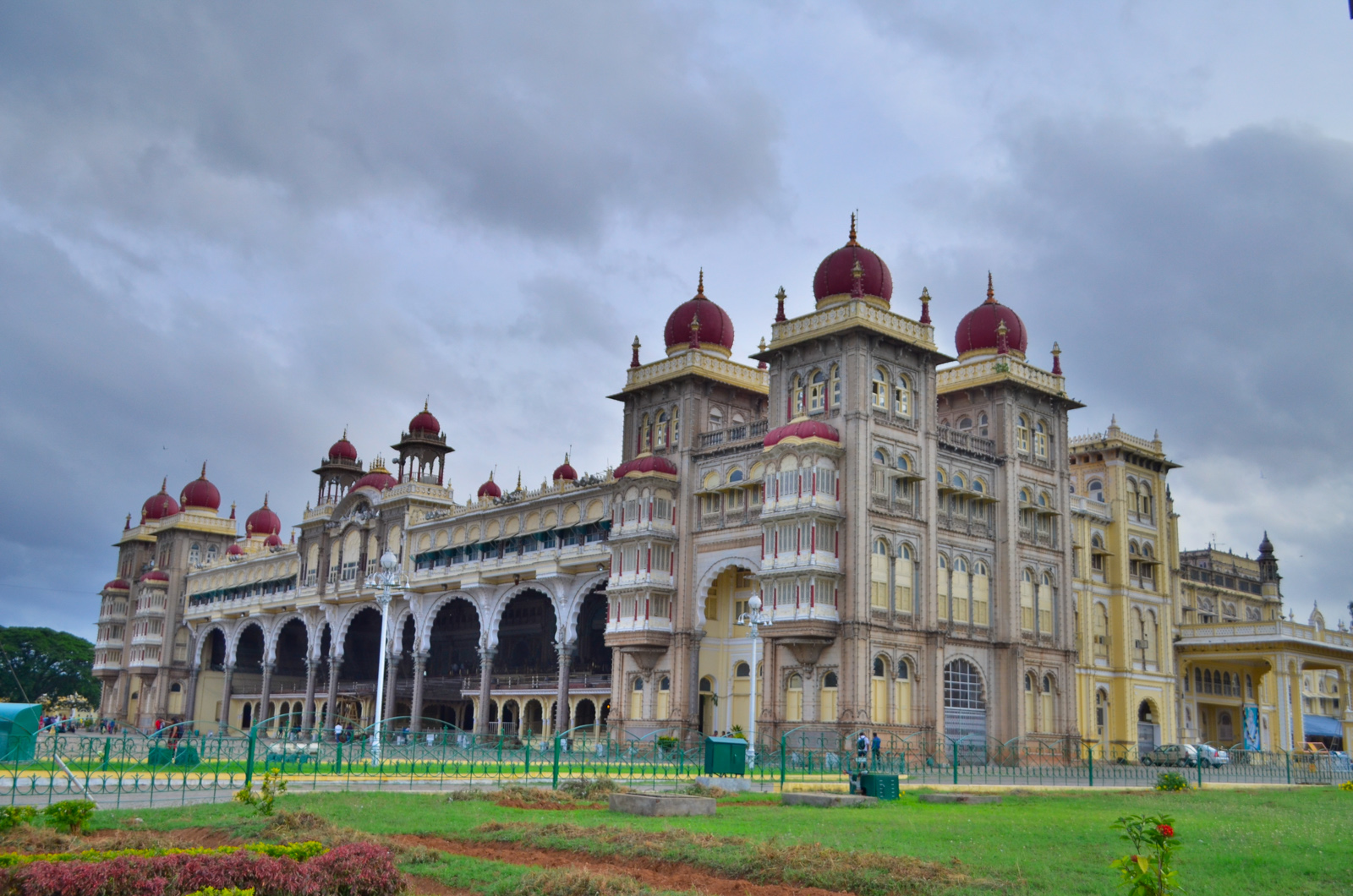
Mysore
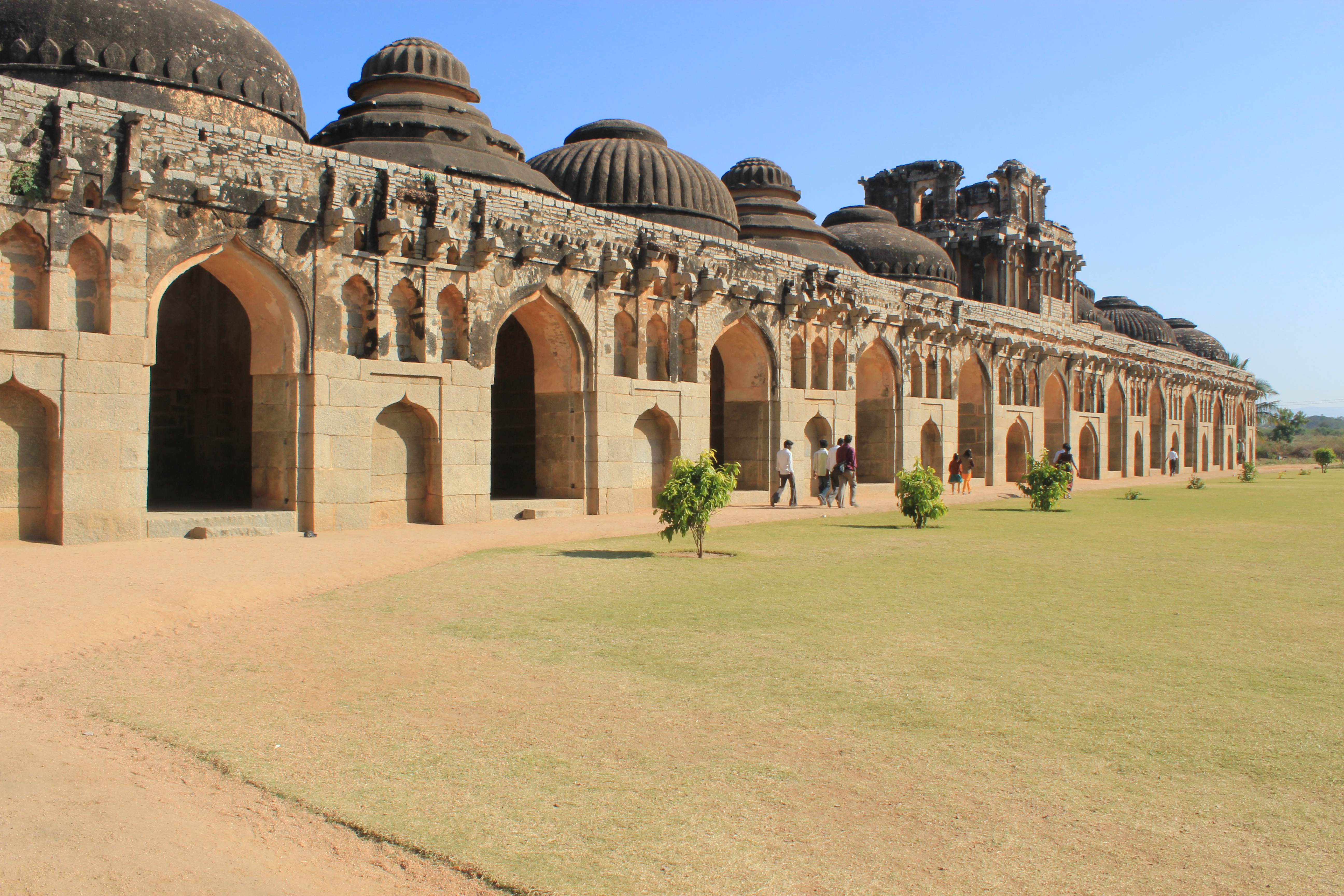
Hampi
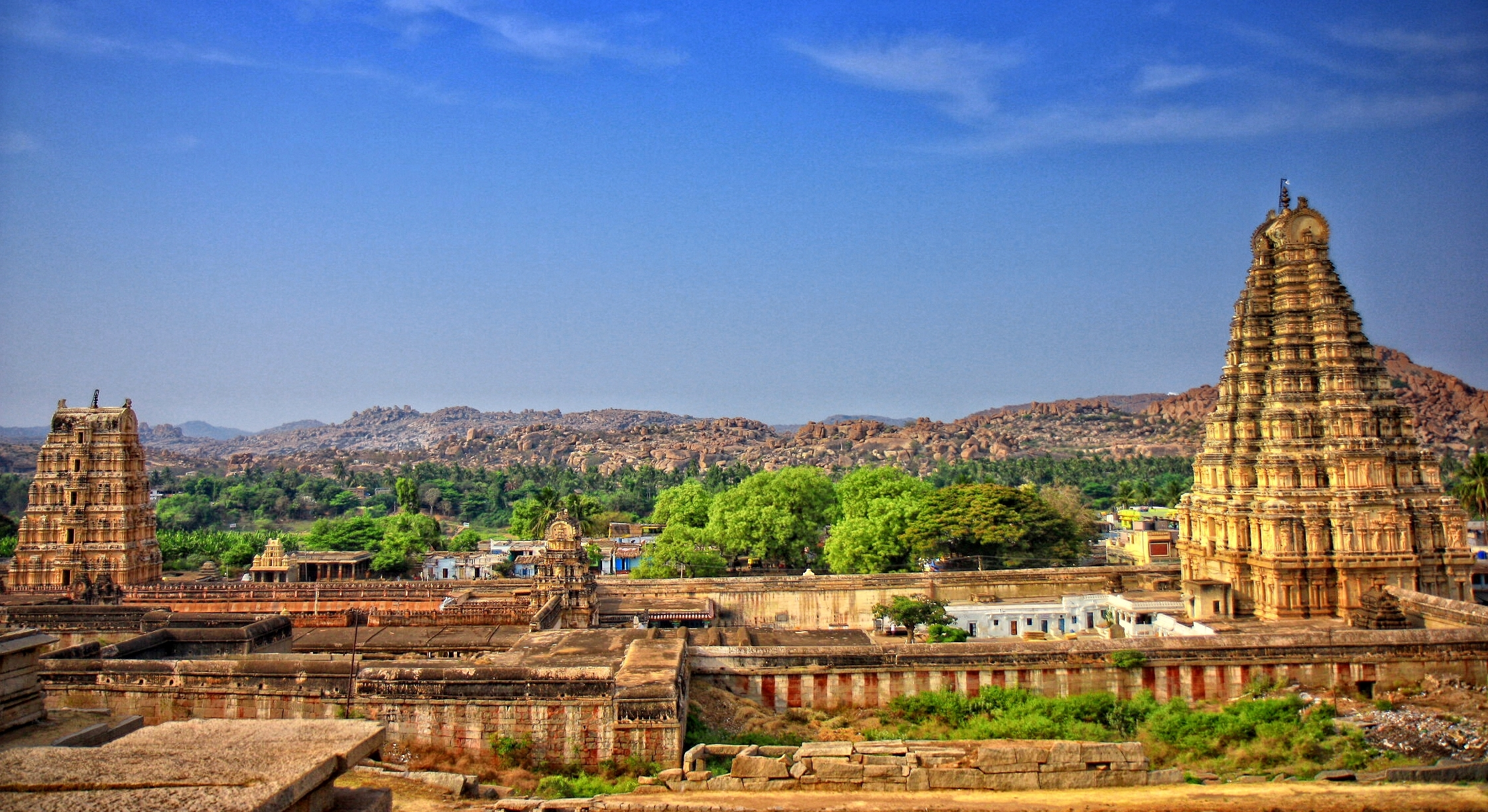
Hampi
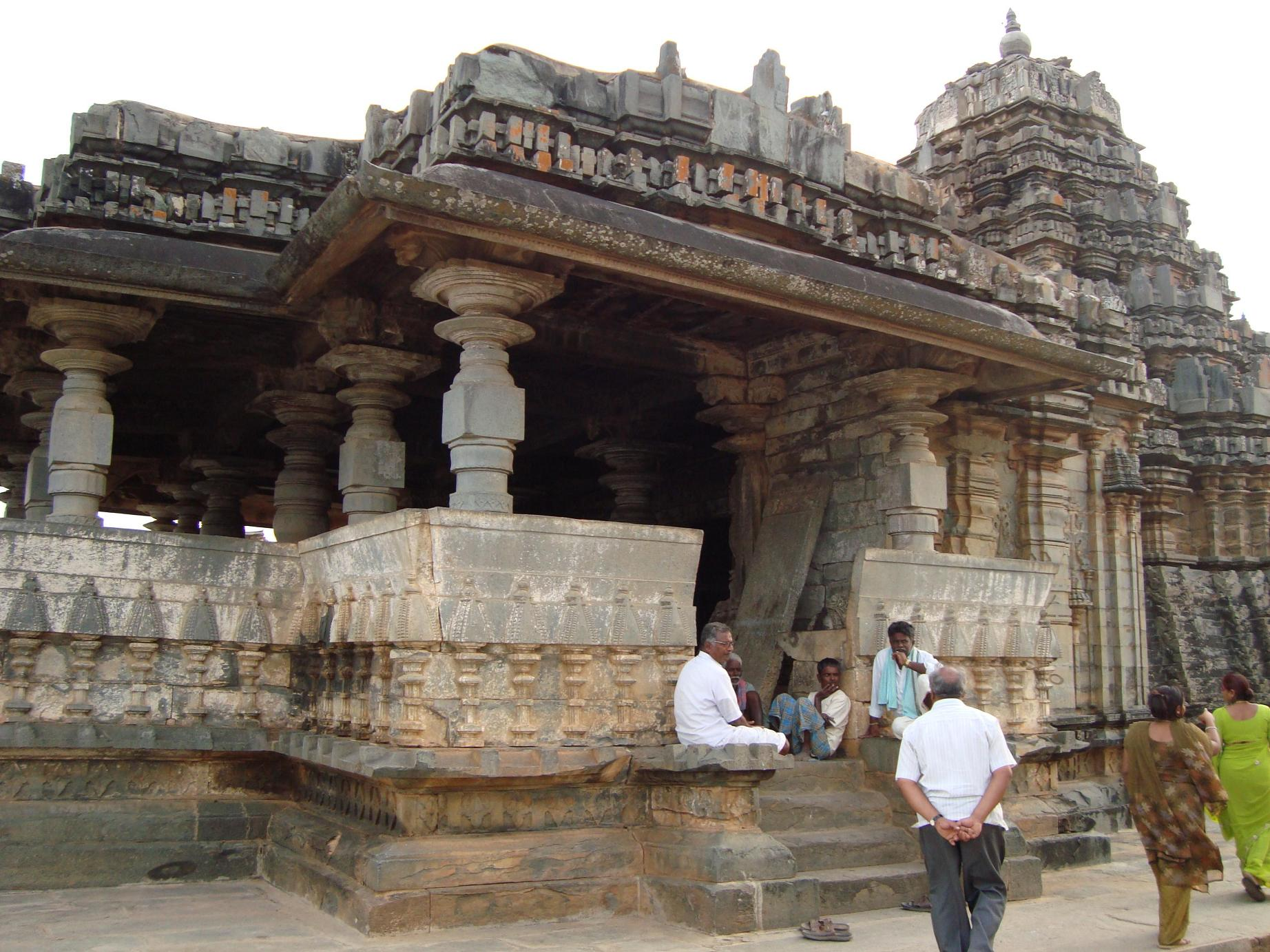
Galageshwara-templom, Haveri körzet
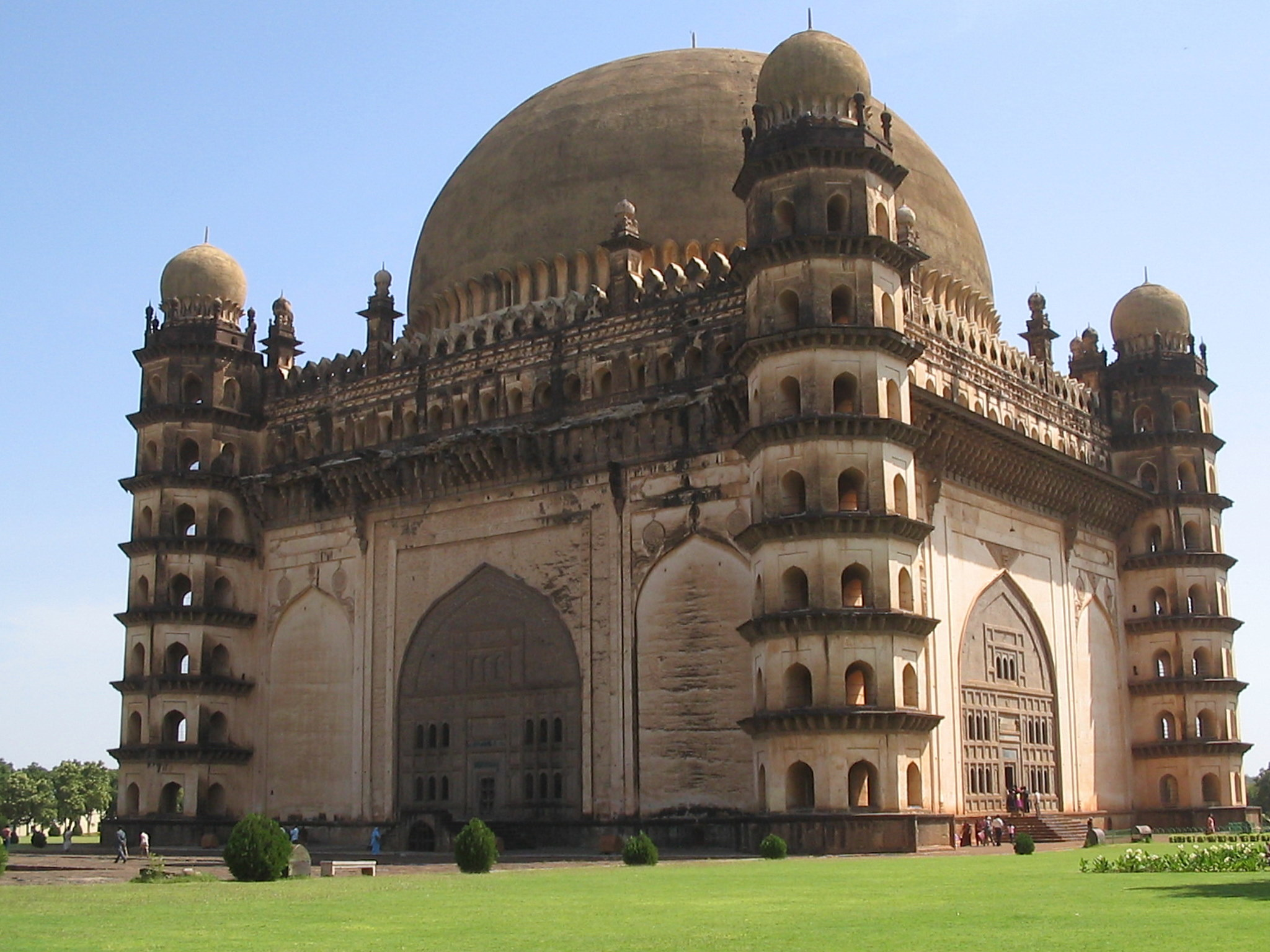
Gol Gumbaz, Bijapur
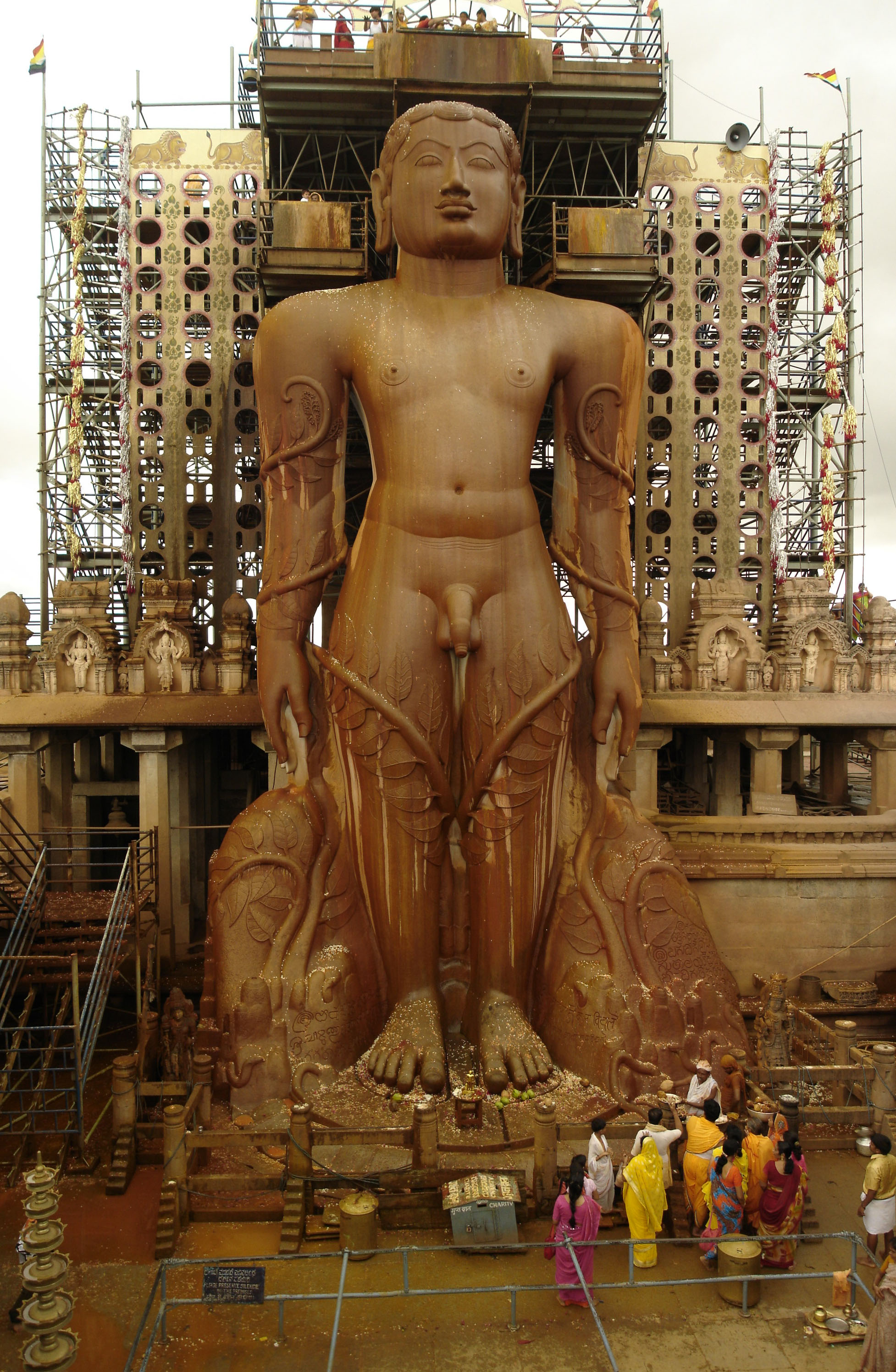
Sravánabélagóla

## Fordítás
- Ez a szócikk részben vagy egészben  a   Karnataka című német Wikipédia-szócikk fordításán alapul.  Az eredeti cikk szerkesztőit annak laptörténete sorolja fel. Ez a jelzés csupán a megfogalmazás eredetét és a szerzői jogokat jelzi, nem szolgál a cikkben szereplő információk forrásmegjelöléseként.